# 13031 Durance
13031 Durance este o planetă minoră (asteroid), cu un diametru de 6,464 km, din centura de asteroizi. A fost descoperită pe 26 septembrie 1989 la Observatorul European Austral de Eric Walter Elst și a fost numită după Durance⁠(d). 
Obiectul prezintă o orbită caracterizată de o semiaxă mare de 2,5991711 UAi, o excentricitate de 0,12861144, o înclinație de 4,2586 ° în raport cu ecliptica.